# ميان غود (كوهستان)
ميان غود (بالفارسية: میان گود) هي قرية تقع في إيران في Kuhestan Rural District.